# British Racing Green
Pour les articles homonymes, voir BRG.

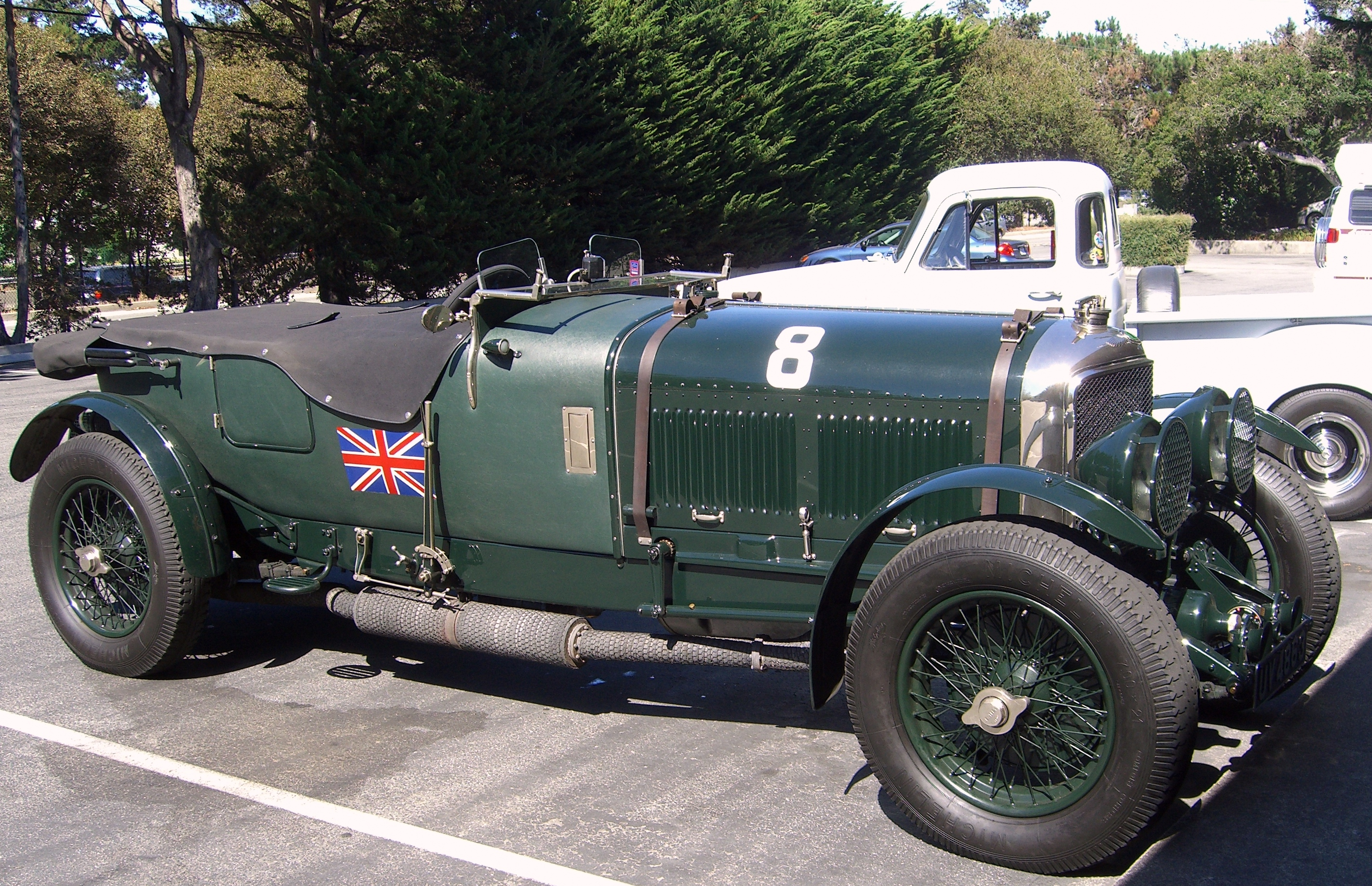
Une Bentley Speed Six victorieuse des 24 Heures du Mans.

Le British Racing Green (littéralement « vert britannique de course » en anglais), abrégé en BRG, est la livrée nationale utilisée par les automobiles de course britanniques en compétition internationale jusqu'à la fin des années 1960, date à laquelle est abandonnée la distinction de couleur par nationalité. Proche du vert anglais, la teinte exacte du British Racing Green fait souvent débat, le terme ayant été utilisé pour désigner une large gamme de vert en sport automobile.
Avec les nombreux succès rencontrés par les équipes de course britanniques à travers les années, le British Racing Green est devenu un choix populaire pour la livrée d’automobiles de tourisme britanniques ou qui se veulent empreintes des traditions britanniques. Quelques constructeurs automobiles, à l’image d’Aston Martin, conservent également cette couleur pour leurs automobiles engagées en compétition.

## Les origines

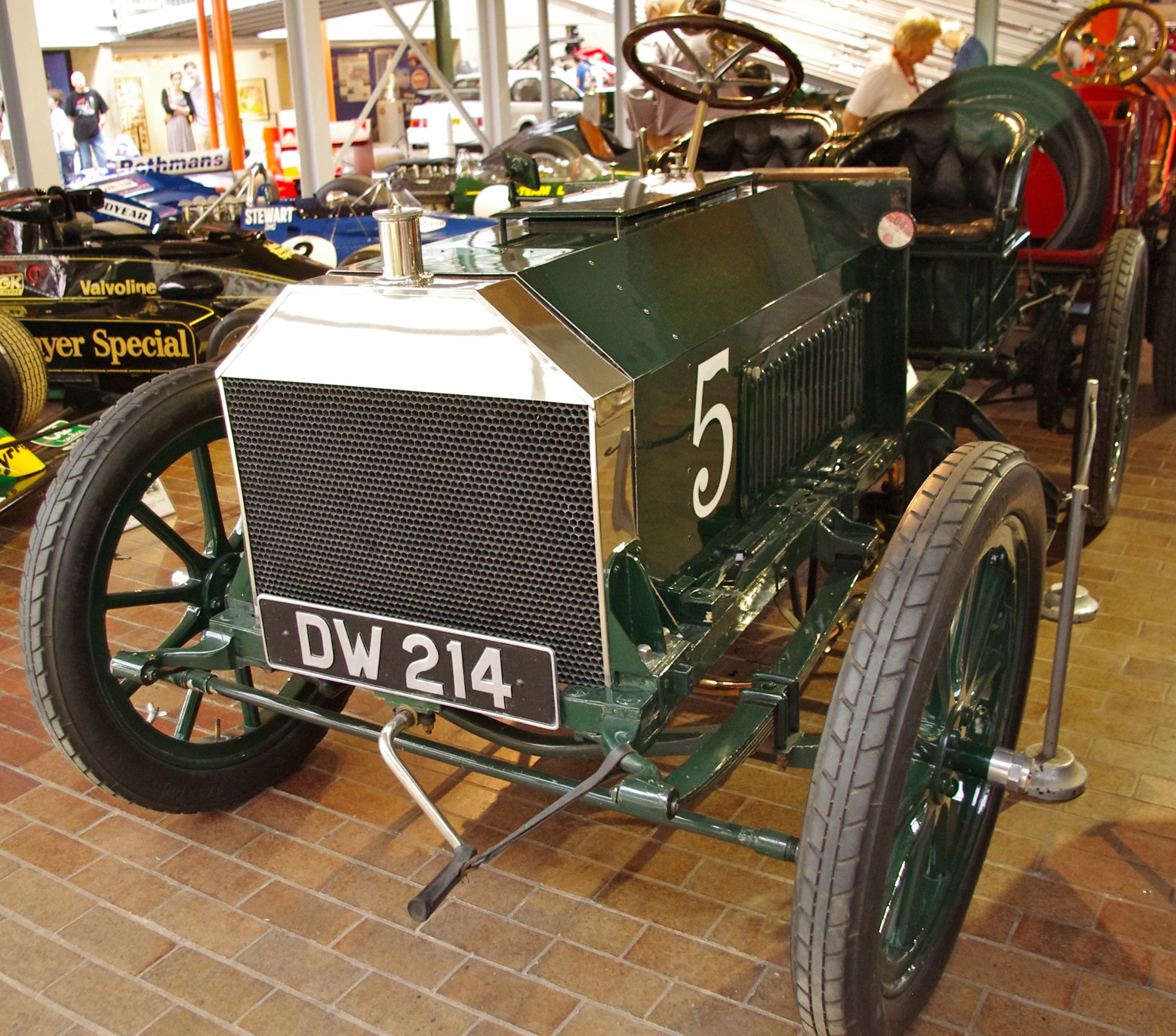
La Napier 50 HP ayant participé à la coupe Gordon Bennett 1903.

À l’époque des coupes Gordon Bennett, premier Grand Prix international d’envergure, les automobiles engagées dans la course représentaient avant tout un pays. À ce titre, chaque pièce d’une automobile devait être produite dans le pays pour lequel elle courait et le pilote de la nationalité du pays,. Le comte Eliot Zborowski, père du pilote de l’entre-deux-guerres Louis Zborowski, suggère également que chaque pays participant à la course se voie attribuer une couleur différente. La Grande-Bretagne ne peut opter pour l’une de ses couleurs nationales – le rouge, le bleu et le blanc –, ces dernières étant déjà respectivement empruntées par les États-Unis, la France et l’Allemagne ; la Belgique pour sa part, qui compte parmi les nations en compétition, adopte le jaune,.
Les coupes Gordon Bennett étaient traditionnellement organisées dans le pays du vainqueur de l’année précédente. En 1902, l’Australien Selwyn Edge remporte la course pour le compte des Anglais au volant d’une automobile Napier 50 HP. Alors qu’il est donc logique d’organiser l’édition suivante au Royaume-Uni, le parlement britannique promulgue le Motor Car Act qui fixe la limite de vitesse à 14 mph (23 km/h), ce qui empêche la tenue de l’événement. L’Automobile Club of Great Britain and Ireland, à qui incombe la tâche d’organiser la course, décide alors que l’édition 1903 se tienne en Irlande, à Athy dans le comté de Kildare. Comme l’année précédente, et en signe de respect pour leurs hôtes irlandais, la Napier engagée en 1903 est peinte en vert « irlandais » (shamrock green), officialisant le vert pour la livrée nationale britannique.
Ce choix semble également avoir pu être motivé par Charles Jarrott, pilote britannique vainqueur du Circuit automobile des Ardennes 1902 sur une Panhard verte – peinte de cette couleur pour conjurer le mauvais sort lié au numéro qui lui fut attribué, le 13 –, même si le vert est une couleur fréquemment utilisée par Napier pour ses automobiles. D'ailleurs, même si les constructeurs automobiles engagés dans les coupes Gordon Bennett ont pris l'habitude, depuis 1900, année de la première édition, de courir sous une couleur particulière, ce n'est qu'en 1905 que l'on retrouve officiellement dans le règlement de la course une règle à ce sujet.

## La livrée britannique reconnue

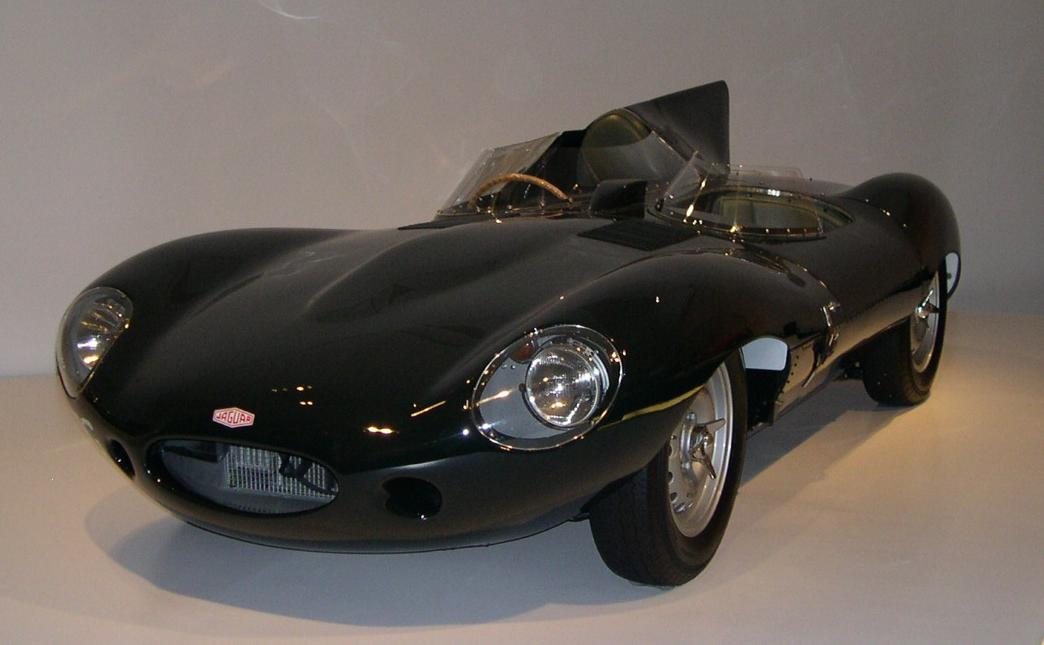
Une Jaguar D-Type de 1955 dans une variante sombre du British Racing Green.

Dans les années 1920, les automobiles britanniques acquièrent de la popularité au fil de victoires historiques en compétition internationale. Les Bentley de livrée vert mi-foncé notamment connaissent un succès retentissant aux 24 Heures du Mans en remportant l’épreuve mancelle, très vite internationalement reconnue, en 1924, 1927 (Bentley 3 Litre Super Sport), 1928 (Bentley 4½ Litre), 1929 et 1930 (Bentley Speed Six),. En 1923 également, Henry Segrave remporte le Grand Prix de France sur une Sunbeam 2-Litre verte, scellant ainsi la première victoire du Royaume-Uni en Grand Prix.
Par la suite, les teintes sombres vont progressivement s’imposer. La première utilisation reconnue d’une teinte sombre est sur la Bugatti du Franco-britannique William Grover-Williams lors du premier Grand Prix de Monaco, en 1929. Connue sous la dénomination British Racing Green, elle est considérée comme « semi-officielle », en particulier dans les années 1950 et 1960 lorsque les écuries britanniques telles que Vanwall (qui remporte en 1958 le premier titre de champion du monde des constructeurs avec sa VW5), Cooper, Lotus ou encore BRM commencent à être couronnées de succès en Formule 1, chacune dans des tons de vert foncé différents.
Toutefois, si pour refléter leur long patrimoine en compétition automobile, Napier et Aston Martin conservent des nuances claires de vert, des équipes écossaises comme Ecurie Ecosse et Rob Walker Racing Team optent en revanche pour un bleu foncé. L’équipe australienne (installée en Grande-Bretagne) Brabham utilise pour sa part une nuance de BRG surlignée par des bandes de couleur or, les couleurs or et vert étant les couleurs nationales de l’Australie. En 1968, sous la pression d’un certain nombre d’équipes, notamment Lotus qui souhaite utiliser la livrée Gold Leaf (or, rouge et blanche) de son principal sponsor Imperial Tobacco pour la Lotus 49,, le règlement en F1 est assoupli. En 1970 est définitivement mis un terme aux couleurs nationales dans la plupart des disciplines.

## Usage contemporain
L’histoire de la livrée British Racing Green reprend en 2000 lorsque Jaguar Racing l’utilise pour ses monoplaces en Formule 1, mais après son rachat par Red Bull Racing en 2004, ces dernières optent pour les couleurs bleu et rouge de Red Bull. D’autres constructeurs automobiles britanniques emboîtent néanmoins le pas à Jaguar. Bentley notamment revient brièvement aux 24 Heures du Mans en 2002 et 2003 avec la victorieuse Speed 8 peinte dans une teinte très sombre de BRG. Plus récemment, Aston Martin s’est engagé en endurance avec des DBR9 peintes dans une teinte claire de BRG.
En 2010, après une interruption de 16 ans, le nom de Lotus est de retour en Formule 1 avec une Lotus T127 d’une livrée vert foncé surlignée de jaune. Bien que l’équipe soit nouvelle – hormis le nom, elle n’a aucun lien avec l’équipe originelle britannique, si ce n'est le soutien de la veuve et du fils de son fondateur – et soit enregistrée en Malaisie, elle est installée en Grande-Bretagne et le choix des couleurs or et vert n’est pas sans arrière-pensée puisqu’elles sont destinées à « réinterpréter une signature graphique emblématique pour répondre aux exigences modernes des médias et jouer sur une corde sensible chez les amateurs de Formule 1 à travers le monde ».

## Galerie

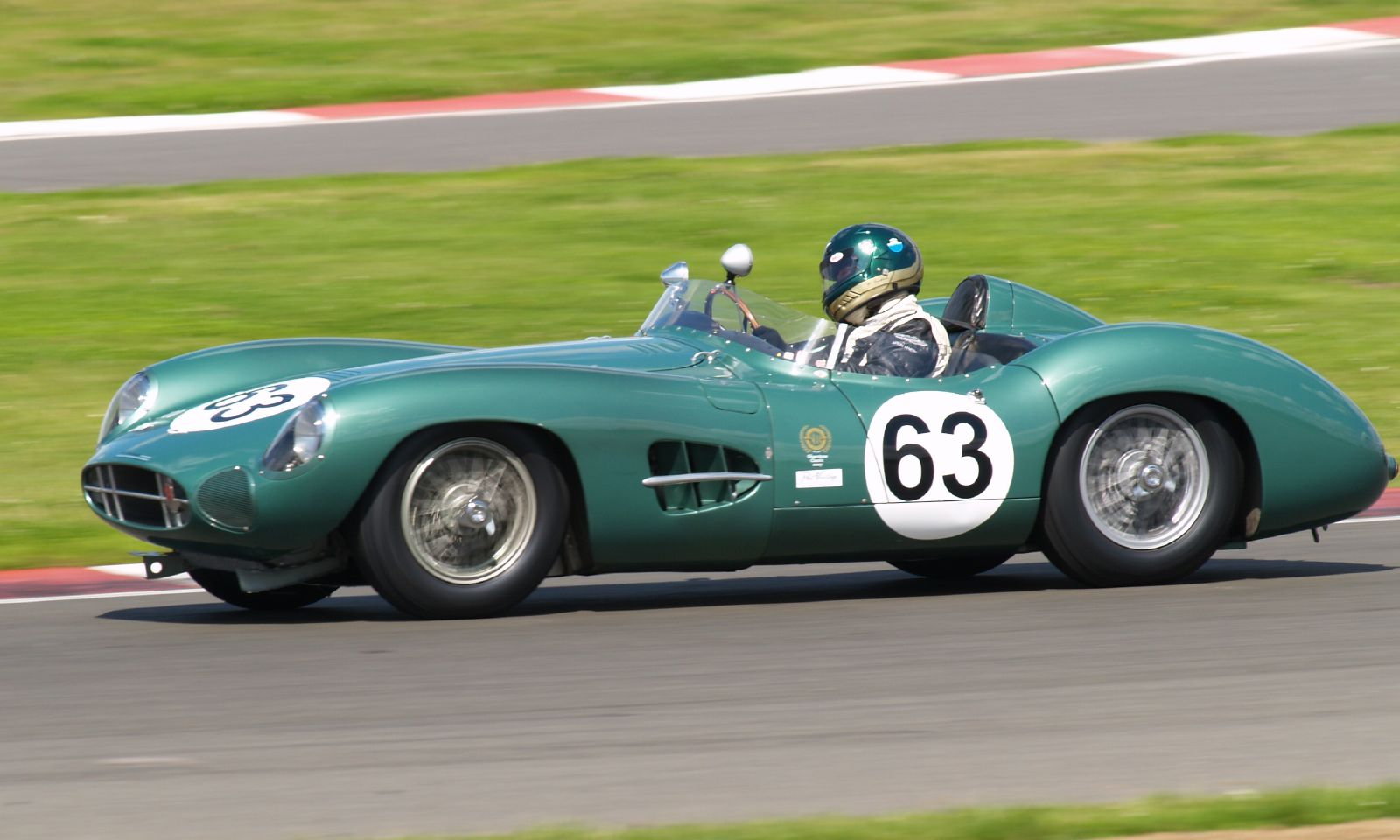
Aston Martin DBR1, 1956.
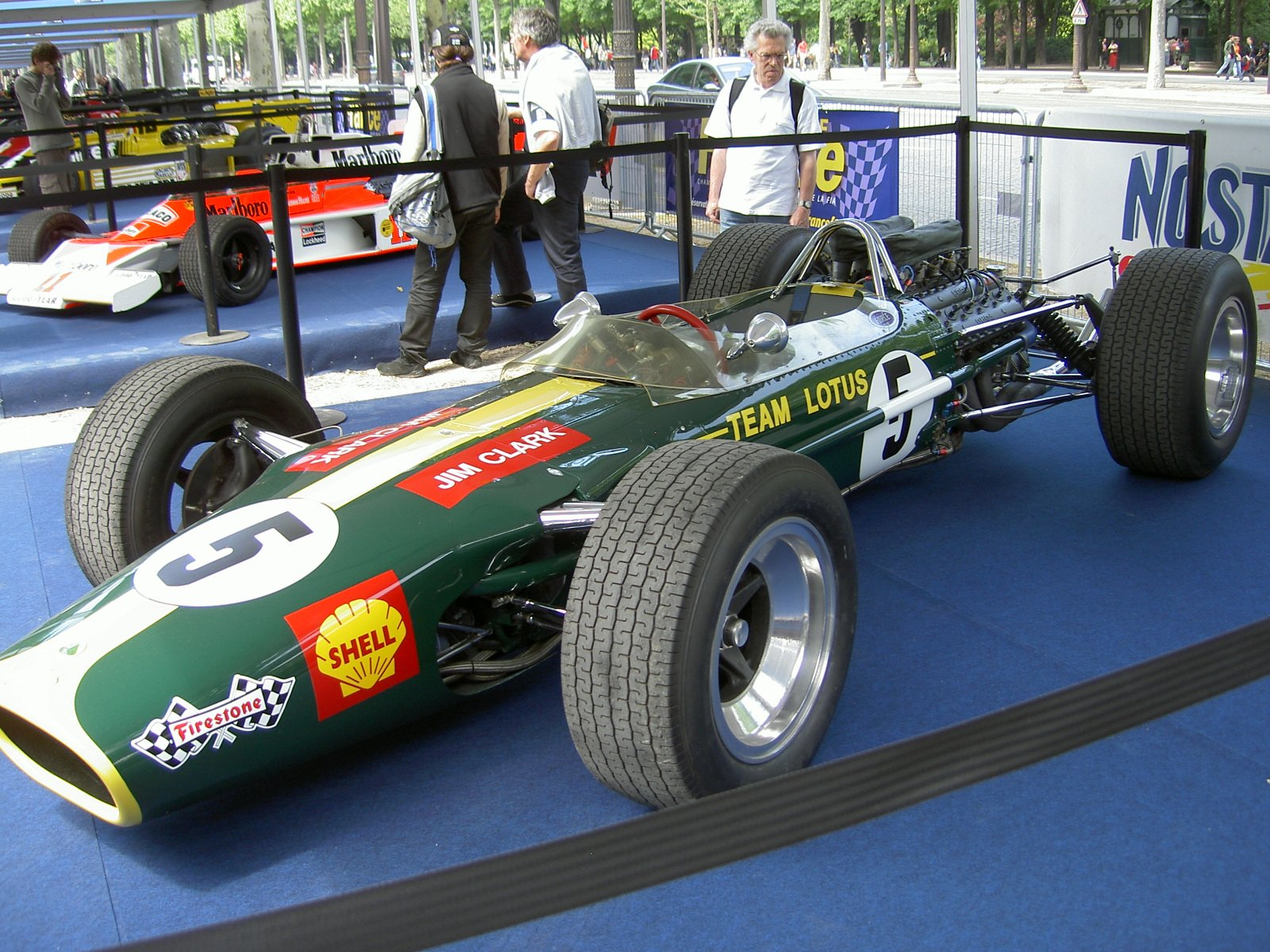
Lotus 49, Championnat du monde de Formule 1 1967.
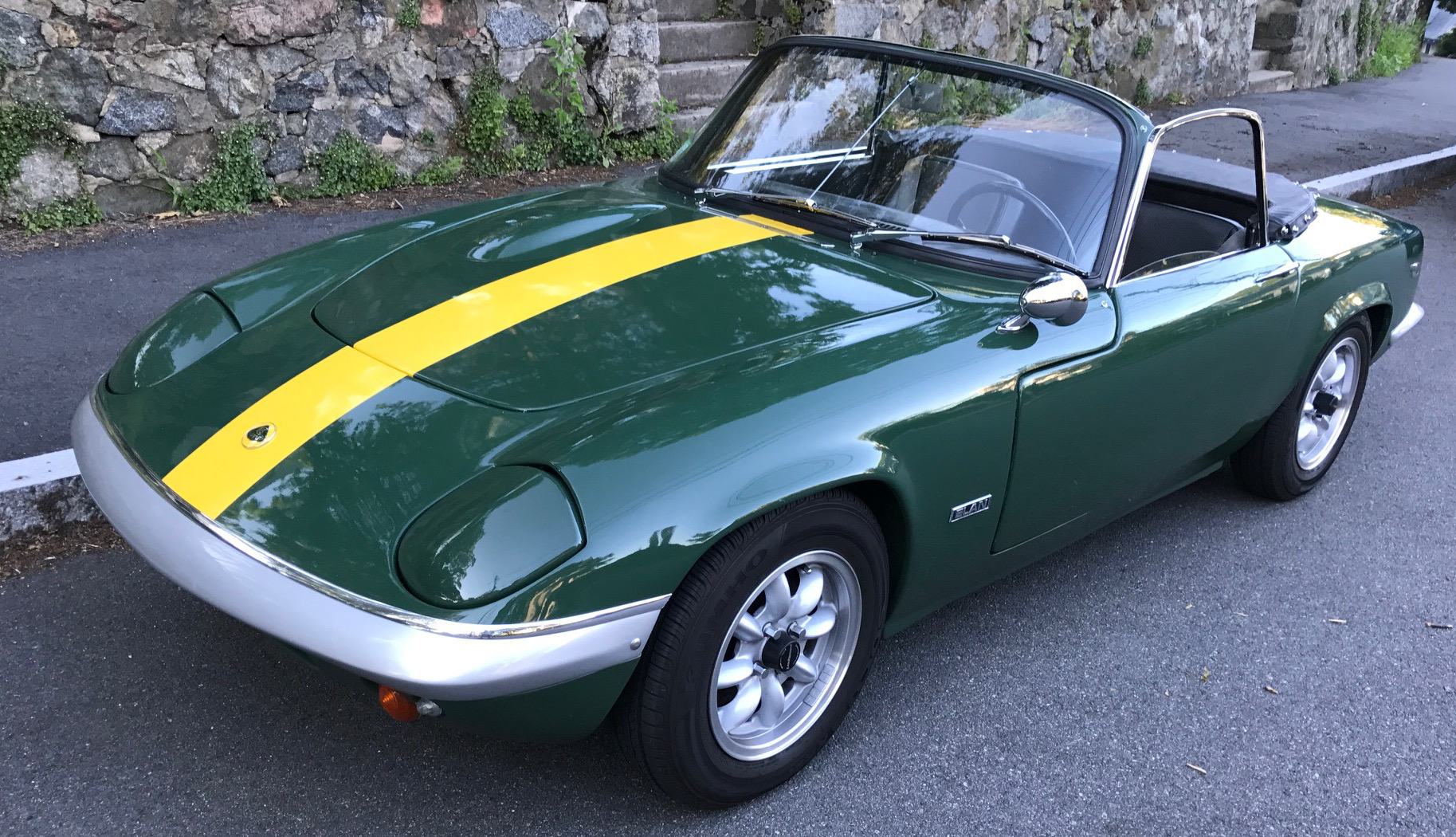
Lotus Elan S4 cabriolet de 1969 avec bande jaune (telle qu'utilisée par les Lotus de course avant la livrée JPS).
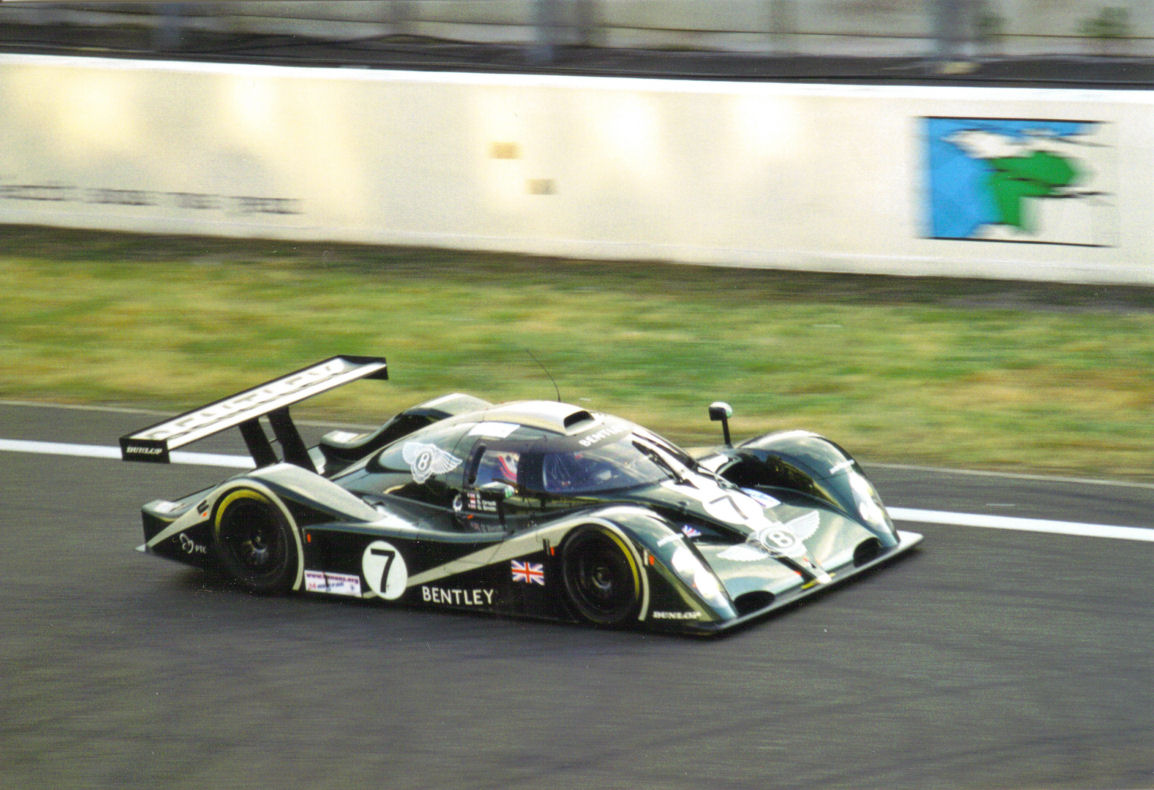
Bentley Speed 8 lors des 24 Heures du Mans 2001, avec une livrée BRG plus sombre.
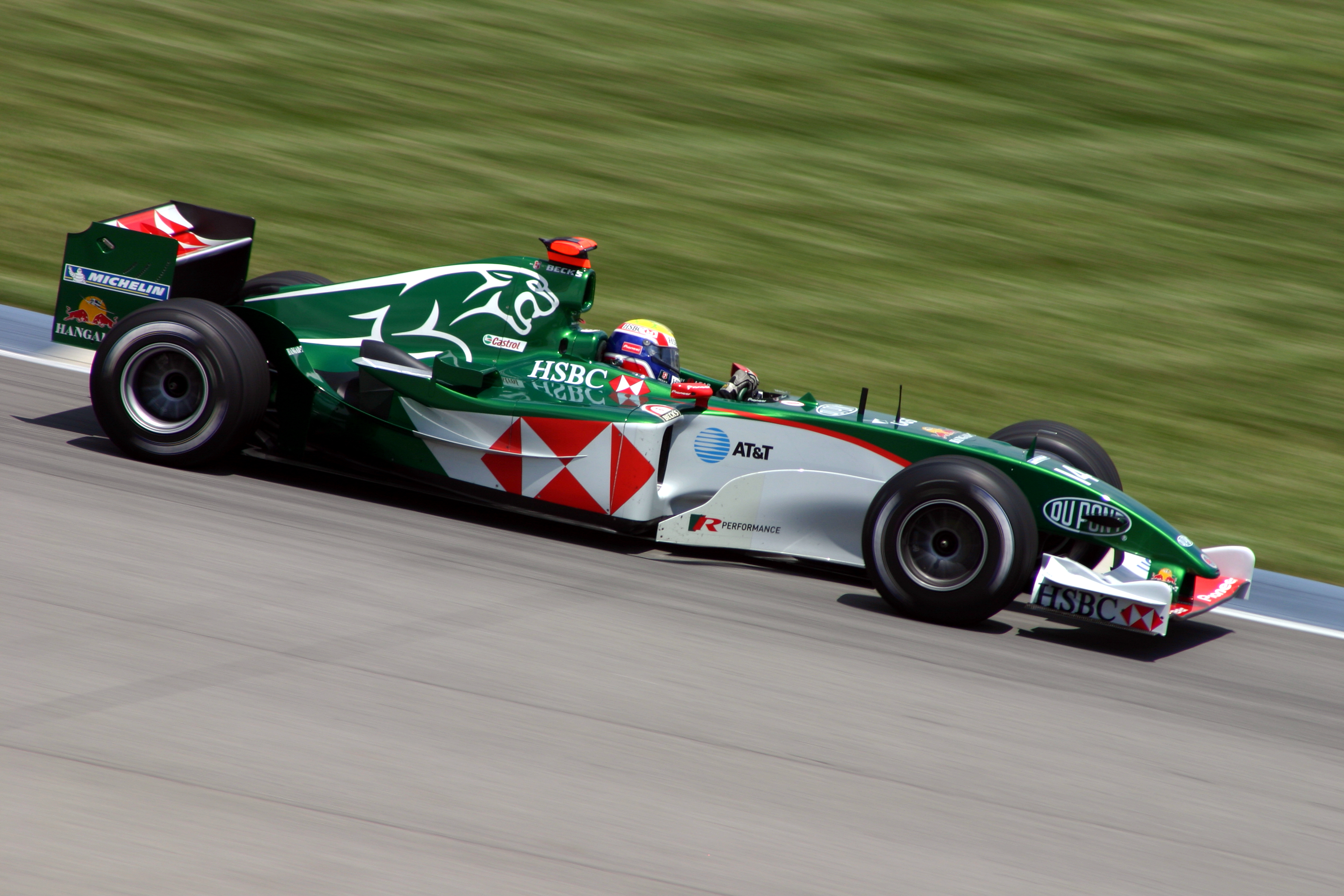
Jaguar R5, Championnat du monde de Formule 1 2004.
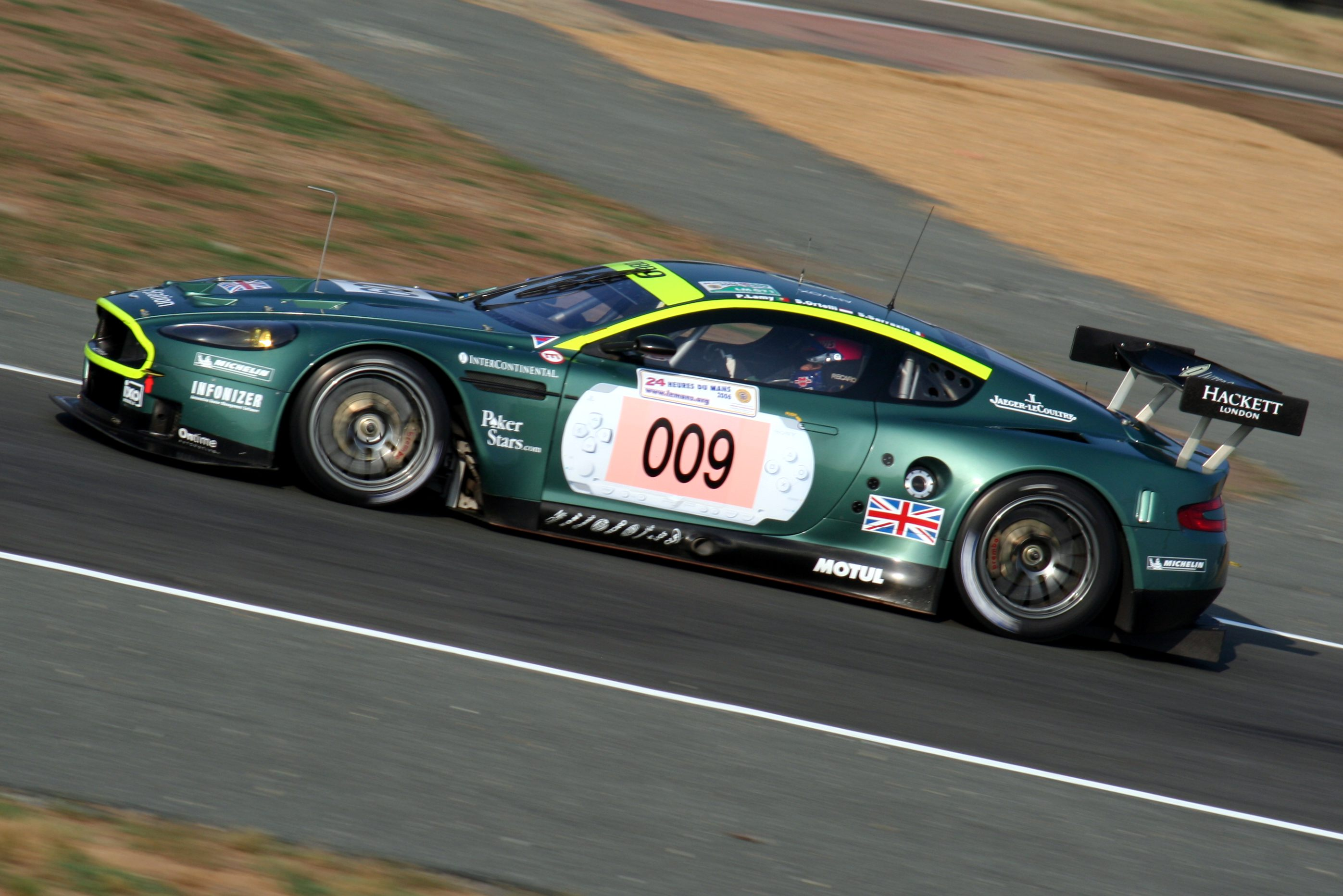
Aston Martin DBR9, 2006.
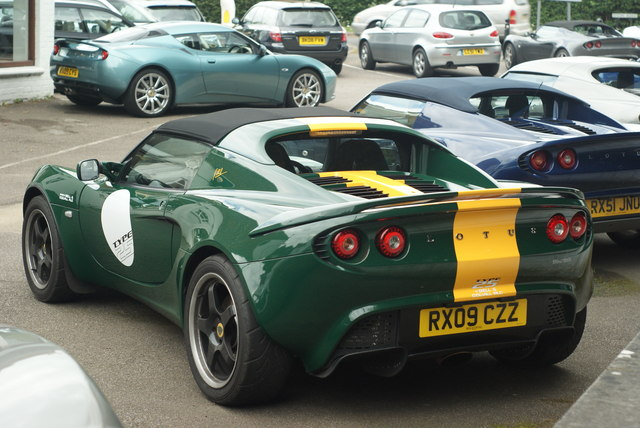
Lotus Elise peinte en BRG avec une bande jaune comme l'équipe Lotus F1 jusqu'à la fin de la saison 1967.
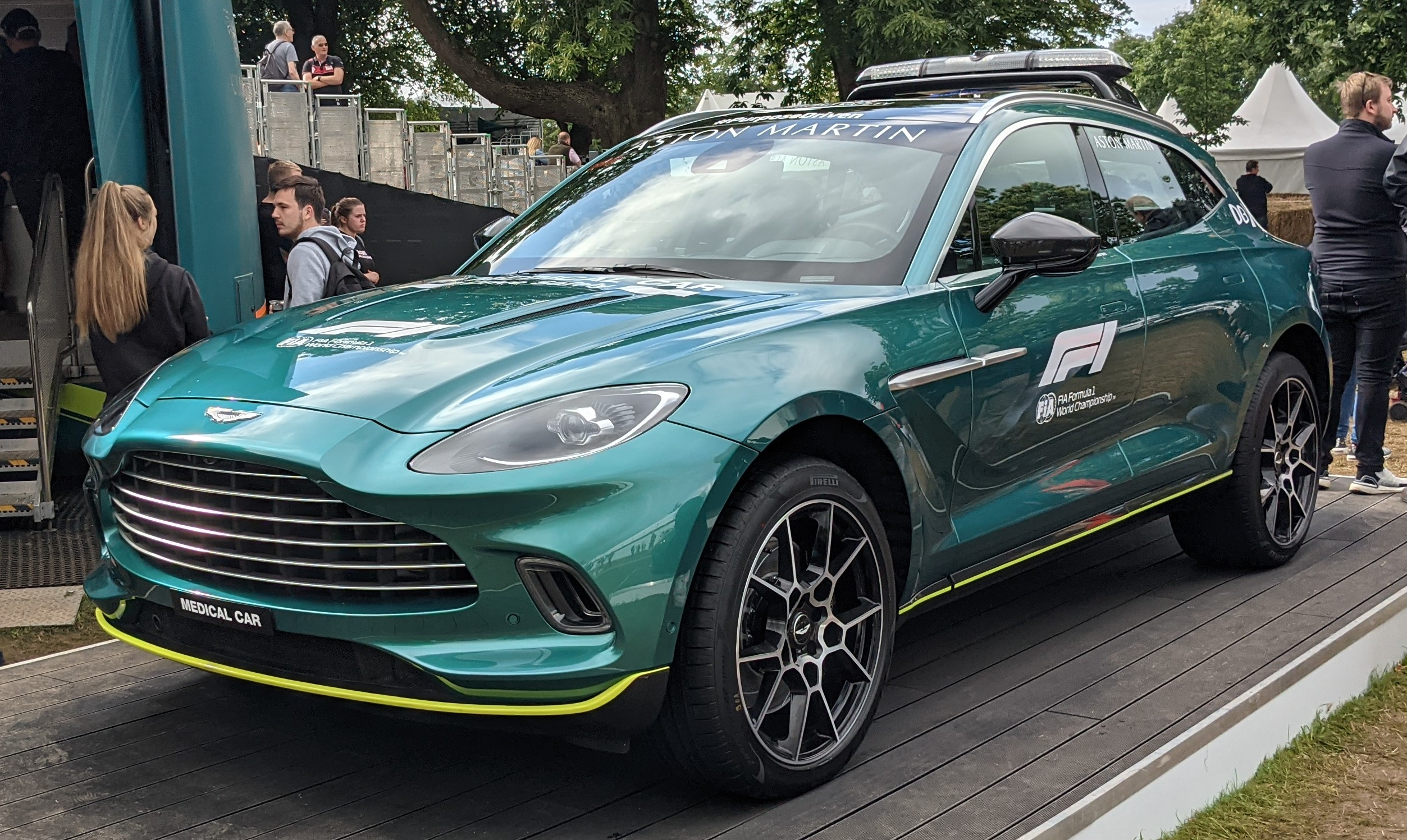
L'Aston Martin DBX utilisée comme voiture médicale pour le Championnat du monde de Formule 1 2021 de Formule 1.
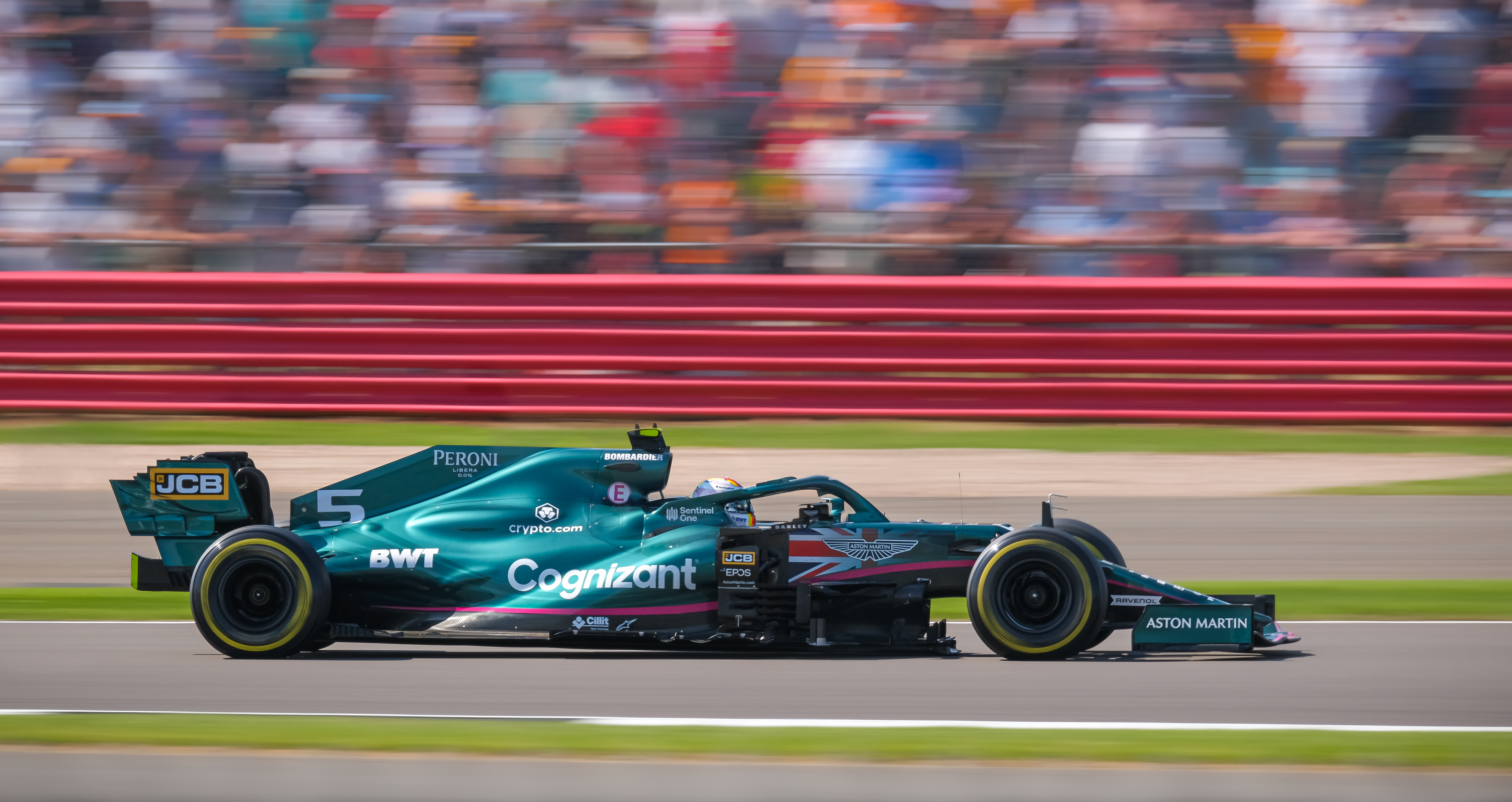
L'Aston Martin AMR21 de Sebastian Vettel lors du Grand Prix de Grande-Bretagne 2021.